# Dirk Valkenburg

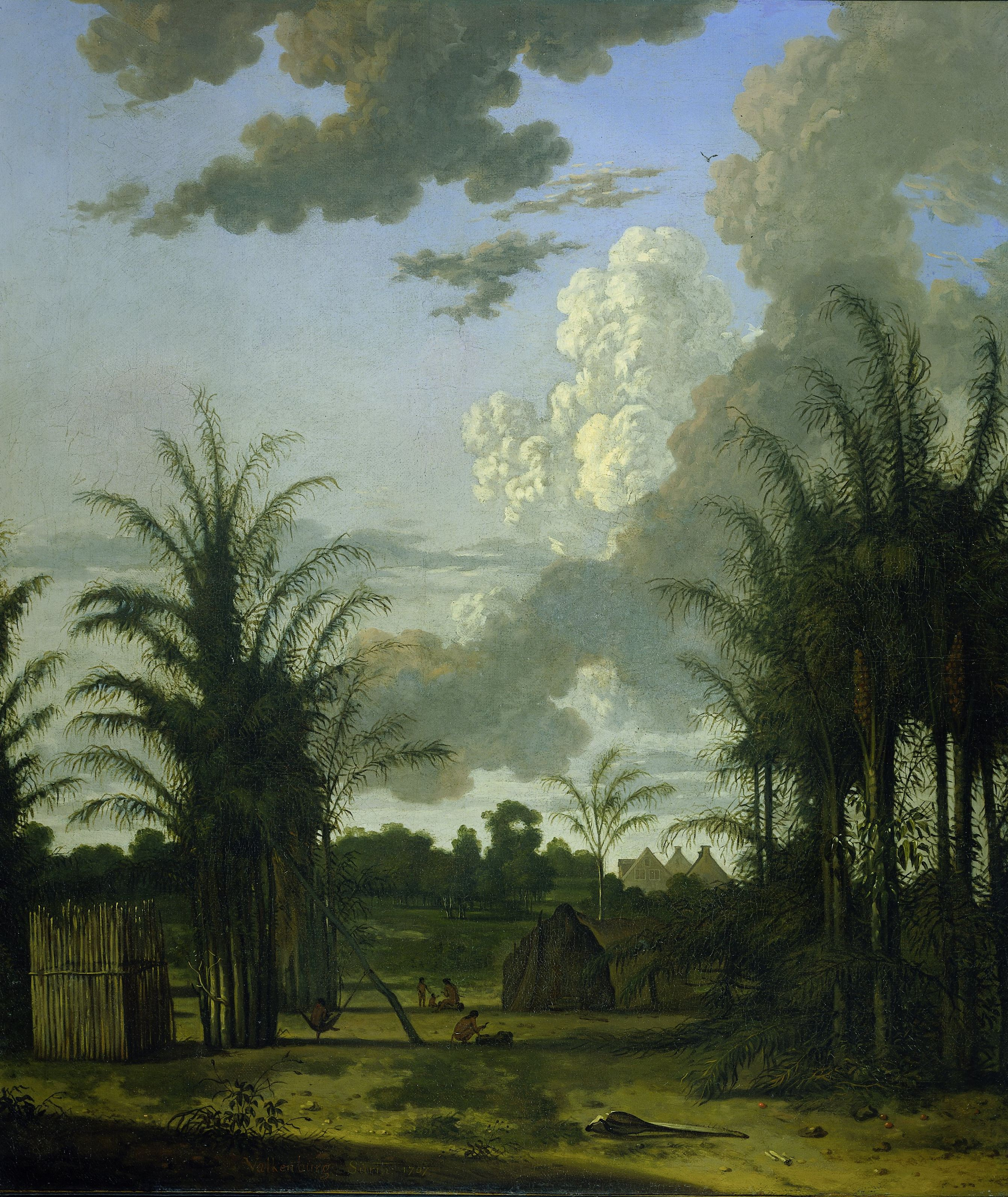
Plantage in Surinam

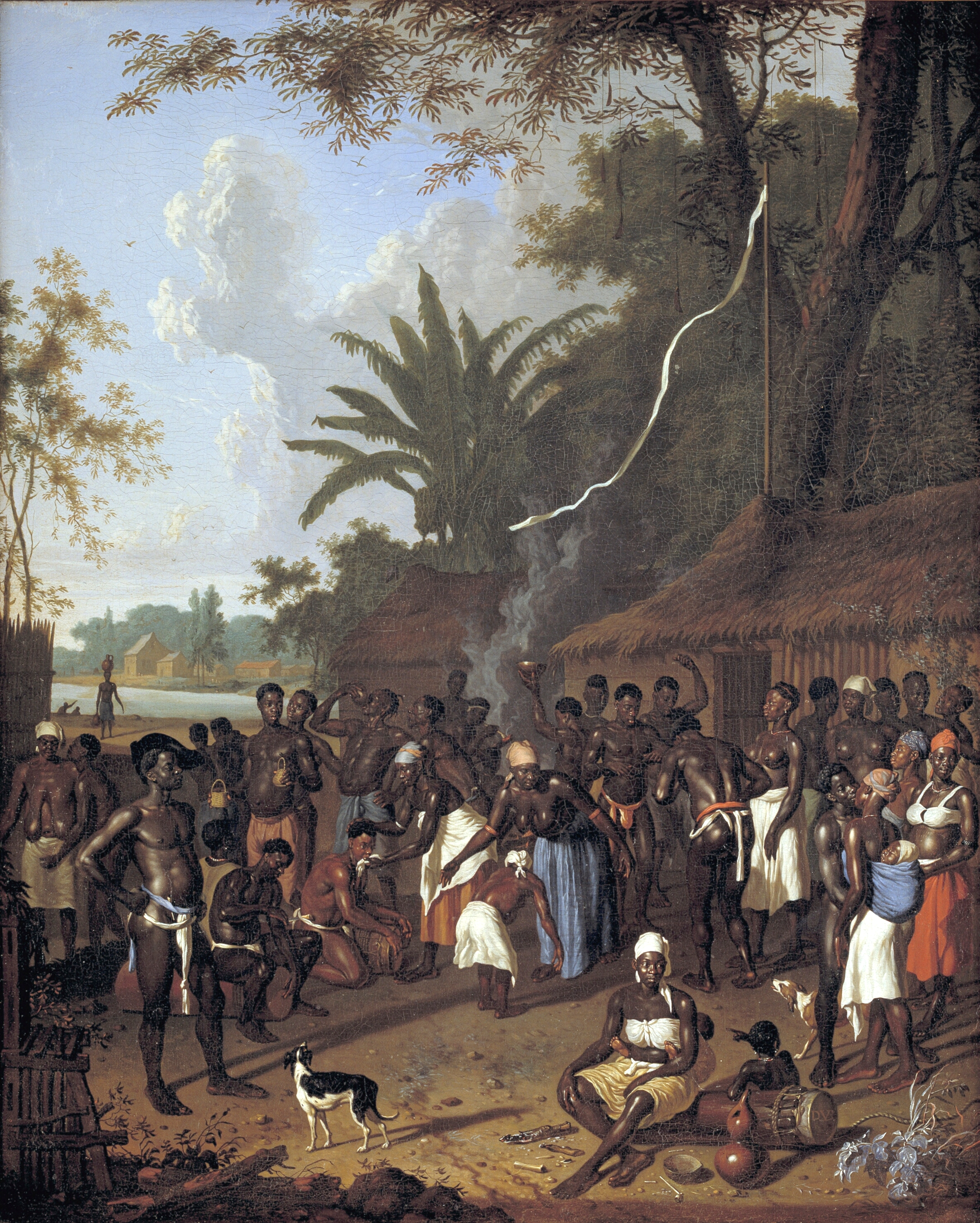
Sklaventanzfeier nach Wintikult in Surinam

Dirk Valkenburg (* 17. Februar 1675 in Amsterdam; † 2. Februar 1721 ebenda) war ein niederländischer Maler im Goldenen Zeitalter.

## Leben
Der Lehrersohn Valkenburg wuchs in Kampen auf. Er war ein Schüler von Michiel van Musscher, Herman van Vollenhove und Jan Weenix. Im Jahr 1696 ging er nach Deutschland und begegnete in Eichstätt Anton Knebel von Katzenelnbogen. 1698 bis 1701 arbeitete er in Wien für den Prinzen Johann Adam I. Andreas (Liechtenstein). Zurückgekehrt in die Niederlande, heiratete er, doch 1706–1707 reiste er nach Surinam, um nach dem Vorbild von Maria Sibylla Merian einheimische Pflanzen und Vögel für Jonas Witsen (1676–1715), den Stadtsekretär von Amsterdam und Plantagenbesitzer, zu zeichnen. Er erhielt 200 Gulden im Tausch für drei Stillleben. Auf der Plantage lebten drei Weiße und 148 Sklaven.
Zum Werk gehören neben Porträts exotische Landschaften, Tiere und Pflanzen, auch mit Sklavenszenen nach Art der niederländischen Genremalerei.

## Rezeption
Seit 2010 arbeitet der niederländische Künstler Willem de Rooij an der ersten Monografie zu Leben und Werk von Dirk Valkenburg, ein Workshop 2019 machte ihn bekannter.

## Einzelbelege
1. ↑  Dirk Valkenburg in the RKD
2. ↑  Atlas of Mutual Heritage. Ehemals im Original (nicht mehr online verfügbar); abgerufen am 2. April 2022. (Seite nicht mehr abrufbar. Suche in Webarchiven)
3. ↑  Willem de Rooj: The Subject(s) of Slavery: The Paintings of Dirk Valkenburg and Albert Eckhout as Sites of Remembrance. Tropenmuseum, 2019, abgerufen am 2. April 2022.

| Personendaten    | Personendaten                                |
| ---------------- | -------------------------------------------- |
| NAME             | Valkenburg, Dirk                             |
| KURZBESCHREIBUNG | niederländischer Maler im Goldenen Zeitalter |
| GEBURTSDATUM     | 17. Februar 1675                             |
| GEBURTSORT       | Amsterdam                                    |
| STERBEDATUM      | 2. Februar 1721                              |
| STERBEORT        | Amsterdam                                    |